# Quận Bollinger, Missouri
Quận Bollinger là một quận thuộc tiểu bang Missouri, Hoa Kỳ. Theo điều tra dân số năm 2000 của Cục điều tra dân số Hoa Kỳ, quận có dân số 12.029 người 2. Quận lỵ đóng ở Marble Hill 6

## Địa lý
Theo Cục điều tra dân số Hoa Kỳ, quận có tổng diện tích km2, trong đó có km2 là diện tích mặt nước.

## Thông tin nhân khẩu
Theo điều tra dân số 2 năm 2000, quận đã có dân số 12.029 người, 4.576 hộ gia đình, và 3.464 gia đình sống trong quận hạt. Mật độ dân số là 19 người trên một dặm vuông (7/km ²). Có 5.522 đơn vị nhà ở với mật độ trung bình là 9 trên một dặm vuông (3/km ²). Cơ cấu dân tộc của cư dân sinh sống ở quận này bao gồm 97,79% người da trắng, 0,21% da đen hay Mỹ gốc Phi, 0,72% người Mỹ bản xứ, 0,22% ở châu Á, 0,13% từ các chủng tộc khác, và 0,93% từ hai hoặc nhiều chủng tộc. Khoảng 0,57% dân số là người Hispanic hay Latino thuộc một chủng tộc nào.
Có 4.576 hộ, trong đó 34,30% có trẻ em dưới 18 tuổi sống chung với họ, 63,80% là đôi vợ chồng sống với nhau, 8,40% có một chủ hộ nữ và không có chồng, và 24,30% là không lập gia đình. 21,60% hộ gia đình đã được tạo ra từ các cá nhân và 10,50% có người sống một mình 65 tuổi hoặc cao tuổi hơn. Cỡ hộ trung bình là 2,59 và cỡ gia đình trung bình là 3,00.
Trong dân số đã đạt mức trải ra với 26,20% dưới độ tuổi 18, 7,80% 18-24, 26,80% 25-44, 24,50% từ 45 đến 64, và 14,80% từ 65 tuổi trở lên. Độ tuổi trung bình là 38 năm. Đối với mỗi 100 nữ có 97,90 nam giới. Đối với mỗi 100 nữ 18 tuổi trở lên, đã có 95,80 nam giới.
Thu nhập trung bình cho một hộ gia đình trong đã đạt mức USD 36.744, và thu nhập trung bình cho một gia đình là USD 42.948. Phái nam có thu nhập trung bình USD 26.078 so với 17.588 USD của phái nữ. Thu nhập bình quân đầu người là 16.387 USD. Có 10,90% gia đình và 13,80% dân số sống dưới mức nghèo khổ, bao gồm 15,40% những người dưới 18 tuổi và 17,40% của những người 65 tuổi hoặc hơn.